# Arthur D. Hasler
Arthur Davis Hasler, född 5 januari 1908 i Lehi, Utah, död 23 mars 2001, var en amerikansk ekolog.